# Miguel Angel Verón
Miguel Ángel Verón (Coronel Moldes, Córdoba, 1948) es un dibujante de historietas argentino, conocido principalmente por sus trabajos dentro del estudio Nippur IV para la editorial Columba durante la segunda mitad de la década de los 70. Verón comenzó a trabajar como asistente del dibujante Gustavo Ramón Trigo quien le propone realizar unas muestras emulando el estilo de Enrique Villagrán. Luego de ello a partir de 1974 comienza a dibujar para la editorial Columba principalmente historietas de guerra. En ese entonces colaboró junto al artista Enrique "Gómez Sierra" Villagrán en las ilustraciones del cómic "Brigada Madeleine" cuyos guiones estaban a cargo de Héctor Germán Oesterheld. Posteriormente ilustró en su totalidad varios números de la misma serie siempre con guiones de Oesterheld. Paralelamente a su labor en Brigada Madeleine, ilustró una gran serie de unitarios junto a los guionistas Emilio Saad y Alfredo Grassi , quienes firmaban bajo los pseudónimos de Emilio Pino  y Kenneth Sharp  respectivamente, en algunas ocasiones. 
En el estudio Nippur IV a medida que la participación de Armando Fernández como guionista se fue afianzando, Verón fue partícipe junto a él en la creación de otros unitarios como "Manila ciudad abierta".  En esos mismos años tendría adicionalmente la oportunidad de trabajar jen compañía de Verón, el joven guionista Jamus Jara (Gustavo Amézaga Morini) quien estaba colaborando con Robin Wood.
Las ilustraciones de Verón en las historietas rondaban los temas del género bélico, acción e incluso romático y se publicaron dentro de los diferentes álbumes de Columba, como El Tony, Fantasía e Intervalo. 
Años más tarde, luego del cierre de la editorial Columba, Chuck Dixon solicitó algunas muestras artísticas para la editorial CrossGen en New York. Habiendo enviado Enrique Villagrán muestras de varios artistas argentinos, de las cuales solo se aprobaron seis, entre ellas las del dibujante Walter Alarcón, a este le asignan la serie Meridian. Debido a que se tenía que cumplir con fechas de entrega, Villagrán armó un equipo de labor junto a Miguel Ángel Verón y pusieron a disposición de Alarcón el estudio Villagrán (antes llamado Nippur IV) y si bien los trabajos surgidos de ese equipo fueron aprobados, CrossGen al poco tiempo quebró y fue comprada por Walt Disney Company.